# Theridion cinctipes
Theridion cinctipes là một loài nhện trong họ Theridiidae.
Loài này thuộc chi Theridion. Theridion cinctipes được Richard C. Banks miêu tả năm 1898.